# اچ‌دی ۳۰۱۷۷
اچ‌دی ۳۰۱۷۷ یک ستاره است که در صورت فلکی ماهی زرین قرار دارد.